# SIPRNet
Secret Internet Protocol Router Network, SIPRNet, är ett internt datornätverk som används av USA:s försvarsdepartement och USA:s utrikesdepartement.